# Andrew Bolt
Andrew Bolt (* 26. September 1959 in Adelaide) ist ein rechtsgerichteter australischer Zeitungskolumnist, Radio- und TV-Moderator und Blogger.

## Leben
Andrew Bolt, Sohn niederländischer Einwanderer, studierte an der University of Adelaide. Er war für die Tageszeitungen The Age und später für The Herald in Melbourne. Für News Ltd Asia war er in Hong Kong und in Bangkok tätig. Bolt engagierte sich zweimal im Wahlkampfteam des Premierministers Bob Hawke.
Seit 2005 ist er als freier Journalist tätig und bekannt als Kolumnist der Herald Sun, der größten Tageszeitung Australiens mit Sitz in Melbourne, und für den Daily Telegraph in Sydney. Zudem ist er präsent als Radio-Moderator, unter anderem bei Melbourne talk radio. Als Blogger betreibt er den meistgelesenen Blog Australiens. Als TV-Moderator betreibt Bolt den Bolt Report.
Bolt ist seit 1989 verheiratet mit der Journalistin Sally Morrell und hat mit ihr drei Kinder. Bolt ist Agnostiker.

## Schriften
- BOLT: Still Not Sorry, Wilkinson Publishing 2016, ISBN 978-1-925265-47-7.
- BOLT: Worth Fighting For: Insights & Reflections, Wilkinson Publishing 2016, ISBN 978-1-925265-77-4.